# Sotirios Versis
Sotirios Versis (græsk: Σωτήριος Βερσής; født 1879, død 1918) var en græsk sportudøver, som deltog i de to første moderne olympiske lege i 1896 og 1900.
Versis havde deltaget i Zappas olympiske lege (forløber for de moderne olympiske lege kun for grækere) i 1888-1889, hvor han vandt rebklatringskonkurrencen.
Ved OL 1896 i Athen stillede han op i atletik og vægtløftning. I atletik deltog han i diskoskast, hvor der var ni deltagere. Det var første gang, der blev konkurreret i disciplinen ved et stort, moderne atletikstævne. Amerikaneren Robert Garrett vandt konkurrencen med et kast på 29,150 m foran grækerne Panagiotis Paraskevopoulos med 28,955 og Versis på en tredjeplads med 27,780.
I vægtløftning stillede Versis op i tohåndsløft, hvor han blev nummer tre efter danske Viggo Jensen og Launceston Elliot fra Storbritannien, der begge løftede 111,5 kg (danskeren vandt på grund af bedre stil), mens Versis løftede 90,0 kg. I enhåndsløft blev han nummer fire og sidst.
Versis var ved OL 1900 i Paris tilmeldt i to atletikdiscipliner, men stillede ikke op i diskoskast. I kuglestød stillede han op, men fik ikke registreret noget forsøg, og han sluttede dermed sidst blandt de elleve deltagere.